# 가산 (경북)
가산(架山)은 대한민국 경상북도 칠곡군 가산면 가산리와 동명면 남원리의 경계에 위치한 산이다.

## 같이 보기
- 다부동 전투